# Rundāle Palads
Rundāle Palads (lettisk: Rundāles pils) er et af to store barokpaladser bygget i det 18. århundrede for hertugerne af Kurland i hvad der nu er Letland, det andet er Jelgava Palads. Rundāle Palads ligger i Pilsrundāle, 12 kilometer vest for Bauska. Det blev opført i 1730'erne efter tegninger af Bartolomeo Rastrelli som en sommerresidens for Ernst Johann von Biron – Hertugen af Kurland. Efter Birons regeringstid stod paladset tomt indtil 1760'erne, da Rastrelli vendte tilbage for at fuldføre sin indretning af paladset.
Efter Kurland absorberedes af det Russiske Kejserrige i 1795, forærede Katharina 2. af Rusland paladset til sin elsker, Fyrst Zubov, som tilbragte sin aftægt der. Hans unge enke, Tekla Walentinowicz, en lokal godsejers datter, giftede sig med Grev Shuvalov, hvorved paladset kom i Shuvalovfamiliens eje, hos hvem den forblev indtil den tyske besættelse under 1. verdenskrig, hvor den tyske hær etablerede et hospital og et befalingskontor der. Paladset led alvorlig skade i 1919 under den lettiske krig for uafhængighed. I 1920 blev en del af lokalerne benyttet af den lokale skole. I 1933 blev Rundāle Palads overtaget af det statslige Letlands Museum for Historie. Det var et alvorligt slag for paladset efter 2. verdenskrig, da lokalerne benyttedes som kornlager, og senere blev den tidligere hertugs spisestue omdannet til skolens gymnastiksal. Først i 1972 blev et permanent paladsmuseum etableret.
Paladset er et af de største turistmål i Letland. Det bruges også til indkvartering af vigtige gæster såsom udenlandske statsledere. Paladset og de omkringliggende haver er nu et museum.